# Blusboot

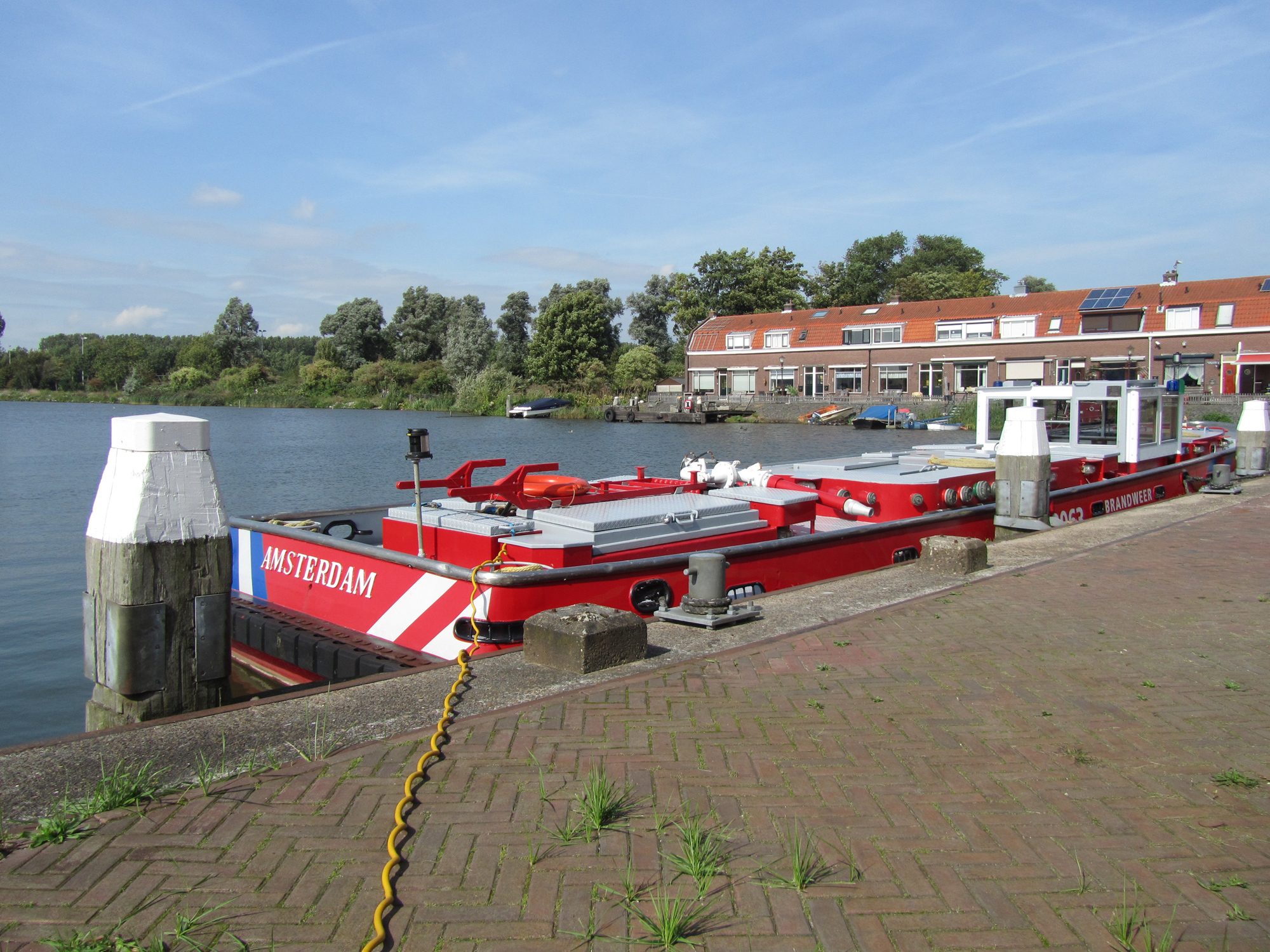
De Amsterdamse blusboot Jan van der Heijden III

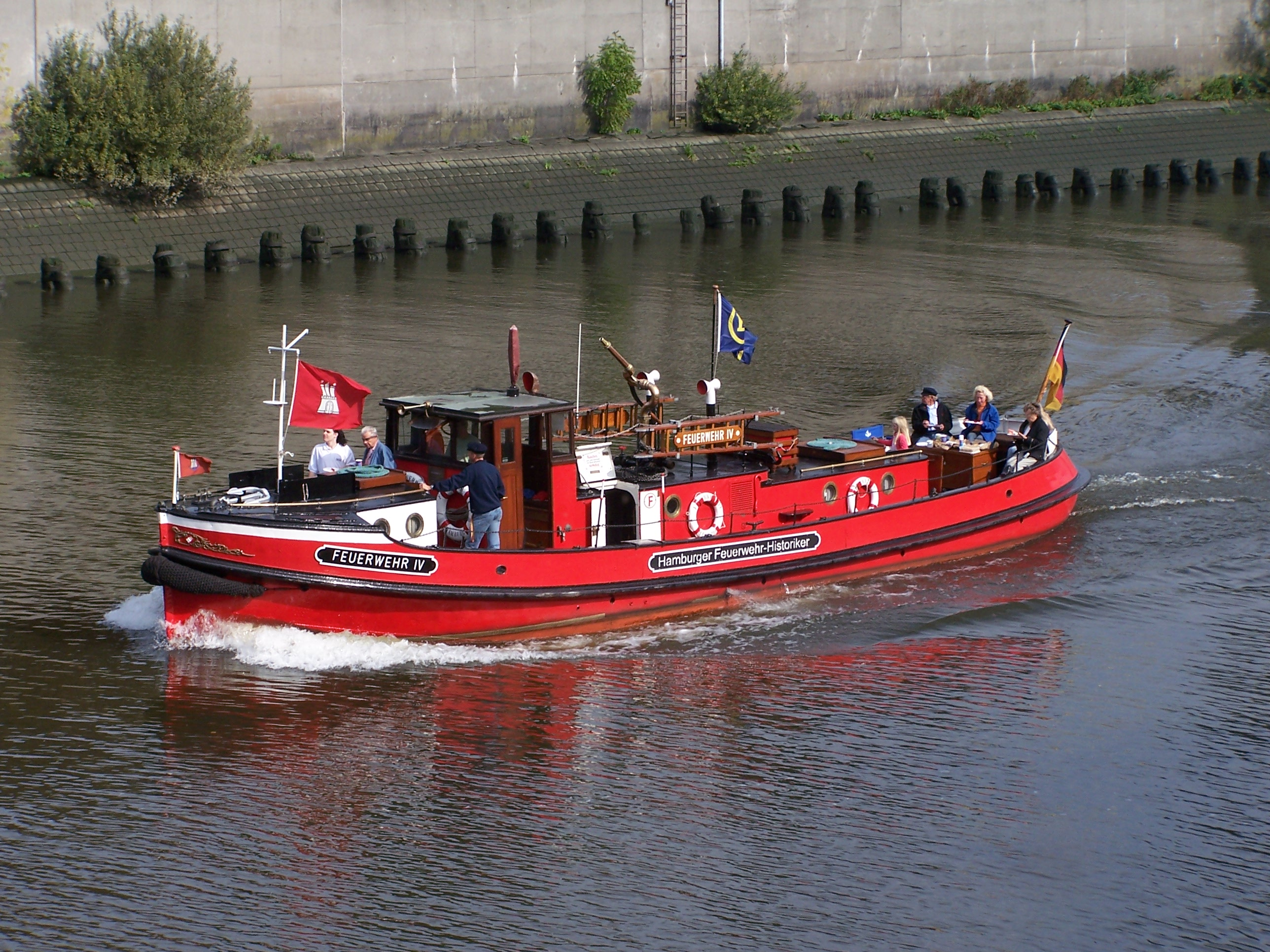
Ouderwetse blusboot in Hamburg

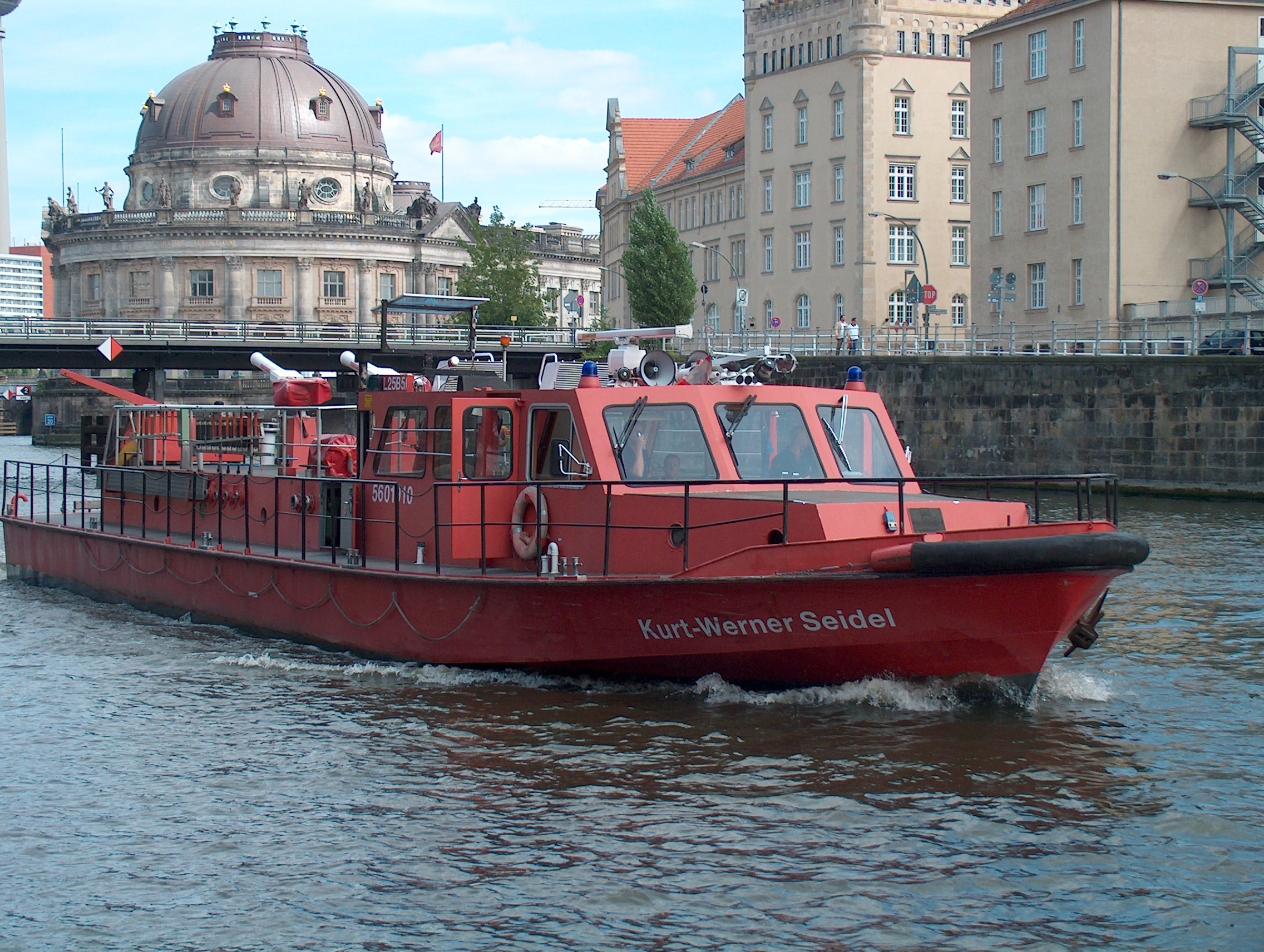
Blusboot in Berlijn

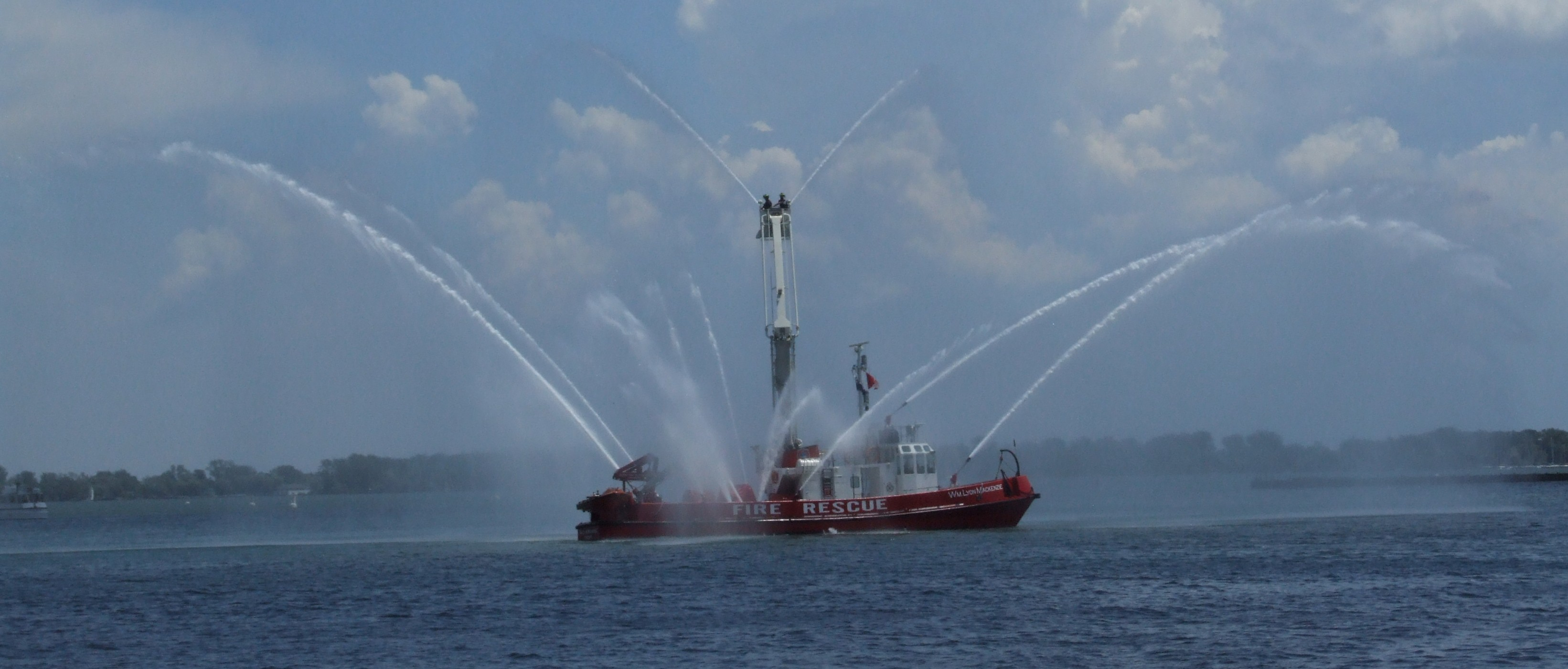
Een blusboot met meerdere waterkanonnen in gebruik.

Een blusboot of brandweervaartuig (afgekort BRV) is een schip dat is uitgerust om vanaf het water een brand te bestrijden. Dit kan een brand aan boord van een schip zijn, maar ook een brand aan de wal die vanaf het water beter is te bereiken. Een blusboot kan ook dienstdoen als drijvende pompeenheid en eenheden aan land van grote hoeveelheden water voorzien.
Naast de functionele diensten worden blusboten en met waterkanonnen uitgeruste sleepboten ook weleens ingezet als ceremonieel vertoon bij officiële gelegenheden. De waterkanonnen worden dan omhoog gericht om een imposante fontein te vormen.

## Geschiedenis
Jan van der Heyden verbeterde de brandweerpomp reeds in 1672.
Hij publiceerde daarover samen met zijn broer in 1677: Bericht Wegens de Nieuw geïnventeerde En Geoctroyeerde Slang-brandspuiten: Uitgevonden door Jan en Nicolaes vander Heiden. In Amsterdam waren al in 1694 'blusboten' in gebruik voor de bescherming van schepen: schouwen, op elk waarvan twee spuiten geplaatst waren. Een afbeelding van zo'n oerblusboot is te vinden in het wereldberoemde Brandspuitenboek uit 1690 van Jan van der Heiden en Jan van der Heiden de Jonge.

## Eigenschappen
Er kan onderscheid gemaakt worden tussen twee soorten vaartuigen: hulpverleningsvaartuigen en blusvaartuigen.
De vaartuigen kunnen afhankelijk van het specifieke ontwerp ingezet worden op zee of op binnenwater. De verschillende typen hebben wel de gemeenschappelijke eis dat ze over krachtige motoren beschikken om zowel snel te kunnen varen alsook grote hoeveelheden water te verpompen. Daarnaast moeten ze wendbaar zijn om op de juiste plaats ten opzichte van het brandobject te kunnen komen en in die positie te blijven.
Blusboten zijn ingericht op het bestrijden van incidenten als brand op schepen of langs het water, gevaarlijke stoffen en hulpverleningen. De bemanning is opgedeeld in een nautische bemanning (schippers/machinisten) en de opstapbemanning (bevelvoerder/brandwachten). De bemanning is speciaal getraind op scheepsbrandbestrijding.
Voor bestrijding van brand zijn zij uitgerust met minimaal een separate bluspompaansturing, blusmonitoren, blusmanifold om watervoerende armaturen af te leggen en een voorraad schuimvormend middel van minimaal 2000 liter.
Ook hebben blusvaartuigen de mogelijkheid om het schip dusdanig af te sluiten dat er geen gevaarlijke gassen of dampen kunnen binnendringen. Dit door het creëren van overdruk in de verblijven. Daarnaast hebben zij de mogelijkheid om alle elektragebruikers aan de buitenzijde uit te schakelen ivm explosiegevaar bij bepaalde gas- of dampwolken waar zij doorheen varen. De blusvaartuigen zijn voorzien van een zgn. pre-wetting (waterneveldeken over het blusvaartuig) voor het beschermen van het schip tegen neerslag van gevaarlijke stoffen of het voorkomen van aantasting door grote hitte. De vaartuigen zijn ook voorzien van een meeruren-ademluchtaansluiting. De gehele nautische bemanning kan dan ademlucht gebruiken tijdens de vaart vanuit een groot buffer.
De hulpverleningsvaartuigen hebben vaak alleen een bluscapaciteit en geen beschermende onderdelen of mogelijkheden om op te treden bij giftige of explosieve stoffen.
Dit zijn o.a. de Jan van der Heijden III (Amsterdam), De Weer (Zaandam), havendienstschepen en vele vele andere vaartuigen welke niet aan de voorwaarden voor een blusvaartuig voldoen.

## Capaciteit

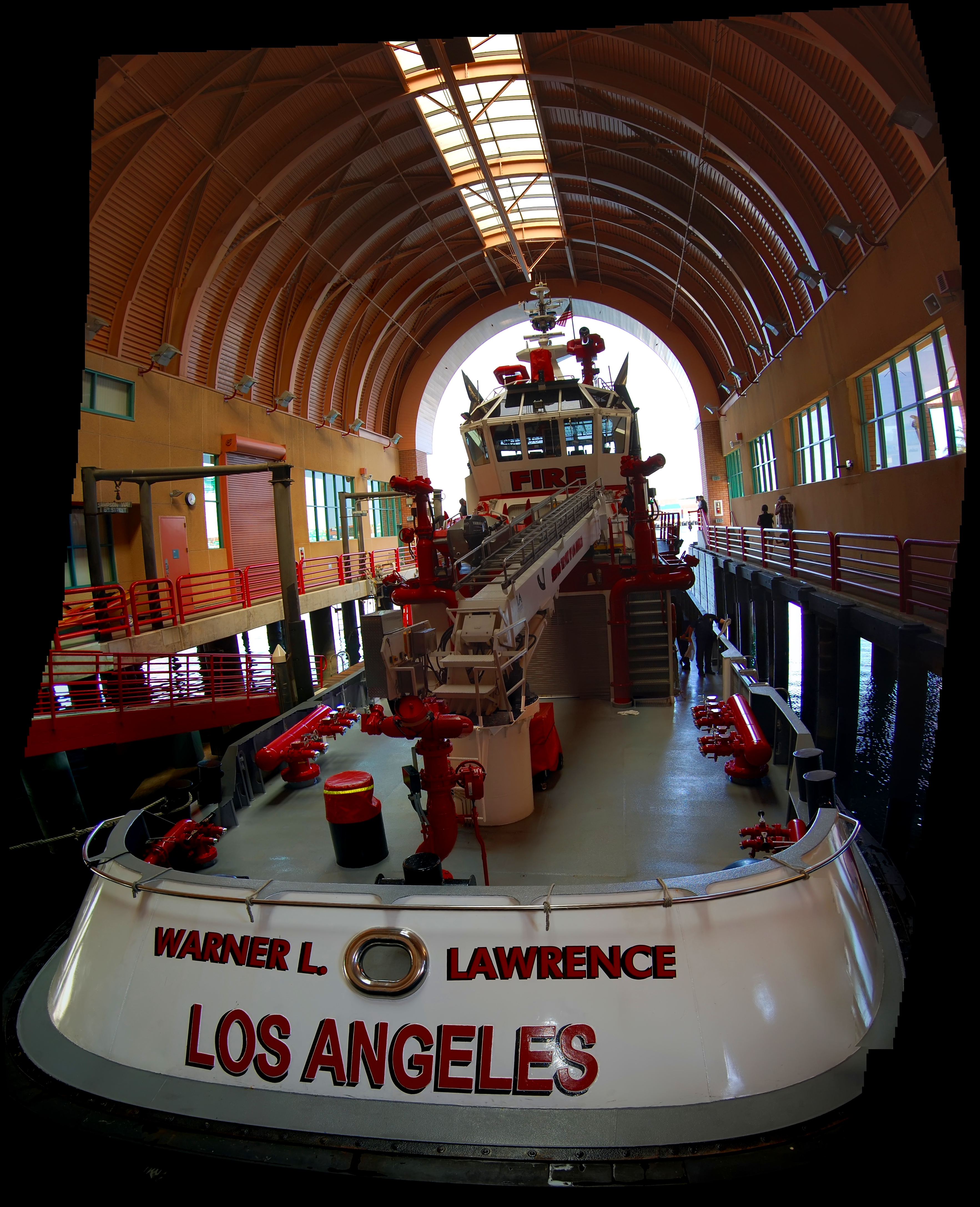

De voornaamste eigenschap van een blusboot is het blussen met grote hoeveelheden water, vaak via meerdere waterkanonnen. Een capaciteit van 10.000 liter per minuut is niet ongewoon voor een relatief klein blusvaartuig, de blusboot Warner L. Lawrence ofwel Fire Boat #2 van de brandweer van Los Angeles heeft zelfs een capaciteit van 120.000 liter per minuut.
Vaak beschikken blusboten over een verhoogd platform, een hydraulisch aangedreven arm of zelfs een hoogwerkerplateau om branden vanuit de hoogte te kunnen blussen. Dit kan nodig zijn bij brand aan boord van een groter schip (zeeschip) of bij loodsen in een haven.
Naast blussen met water is ook vaak een schuimvoorraad aanwezig om vloeistofbranden en branden in scheepsruimten of machinekamers te kunnen blussen.
De meeste blusboten zijn ook voorzien van eerste hulp-materiaal en bijvoorbeeld een brancard en wervelplank.

## Nederland

### Grote rivieren
Op de grote rivieren in Nederland zijn drie officiële blusboten actief:
- de Batouwe, gestationeerd in Nijmegen[1]
- de Gelderland, gestationeerd in Tiel[2]
- de Zuid-Holland, gestationeerd in Dordrecht

Deze boten worden bemand door brandweerpersoneel uit een kazerne in de plaats waar de boot gestationeerd is. Als de boot ingezet wordt rijdt het personeel met een tankautospuit naar de blusboot.

### Amsterdam en de Zaanstreek
De brandweer van Amsterdam heeft in maart 2017 een blusboot die ook geschikt is voor gebruik op de grachten, de Jan van der Heijden IV, ook 'de Jan' genoemd. Zoals de naam al doet vermoeden is dit het vierde schip met deze naam. De eerste 'Jan' was van 1875 tot 1930 in dienst. De tweede was van 1930 tot 1983 in dienst, het doet tegenwoordig dienst als museumschip in Almere, bij het PIT-museum. Versie III werd in 2017 vervangen.
Na de brand bij het Zaansch Veem in 1954 waarbij de Amsterdamse Jan van der Heijden II assisteerde, ontstond bij de gemeente Zaandam de wens over een eigen blusboot te kunnen beschikken. In 1956 werd met de bouw daarvan gestart.In 1958 is De Weer in dienst gekomen van brandweer Zaandam Deze blusboot De Weer ligt bij de Wilhelminasluizen (Beatrix brug) in Zaandam en heeft roepnummer 11-8061.In maart 2015 is zij door de Regionale brandweer Zaanstreek-Waterland uit dienst genomen. In eerste instantie zou zij ook naar het PIT in Almere gaan maar daar hebben de oud bemanningsleden met ondersteuning van enkele politieke personen met een oud brandweer hart een stokje voor gestoken. Blusboot De Weer is nu in bezit van Stichting Blusboot De Weer.

### Havens

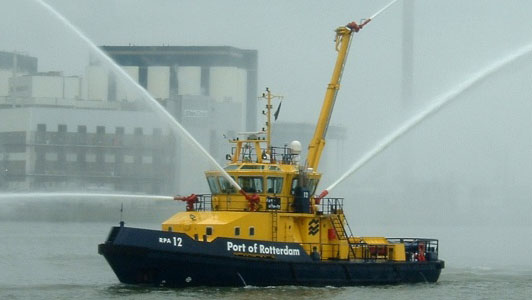
De RPA12

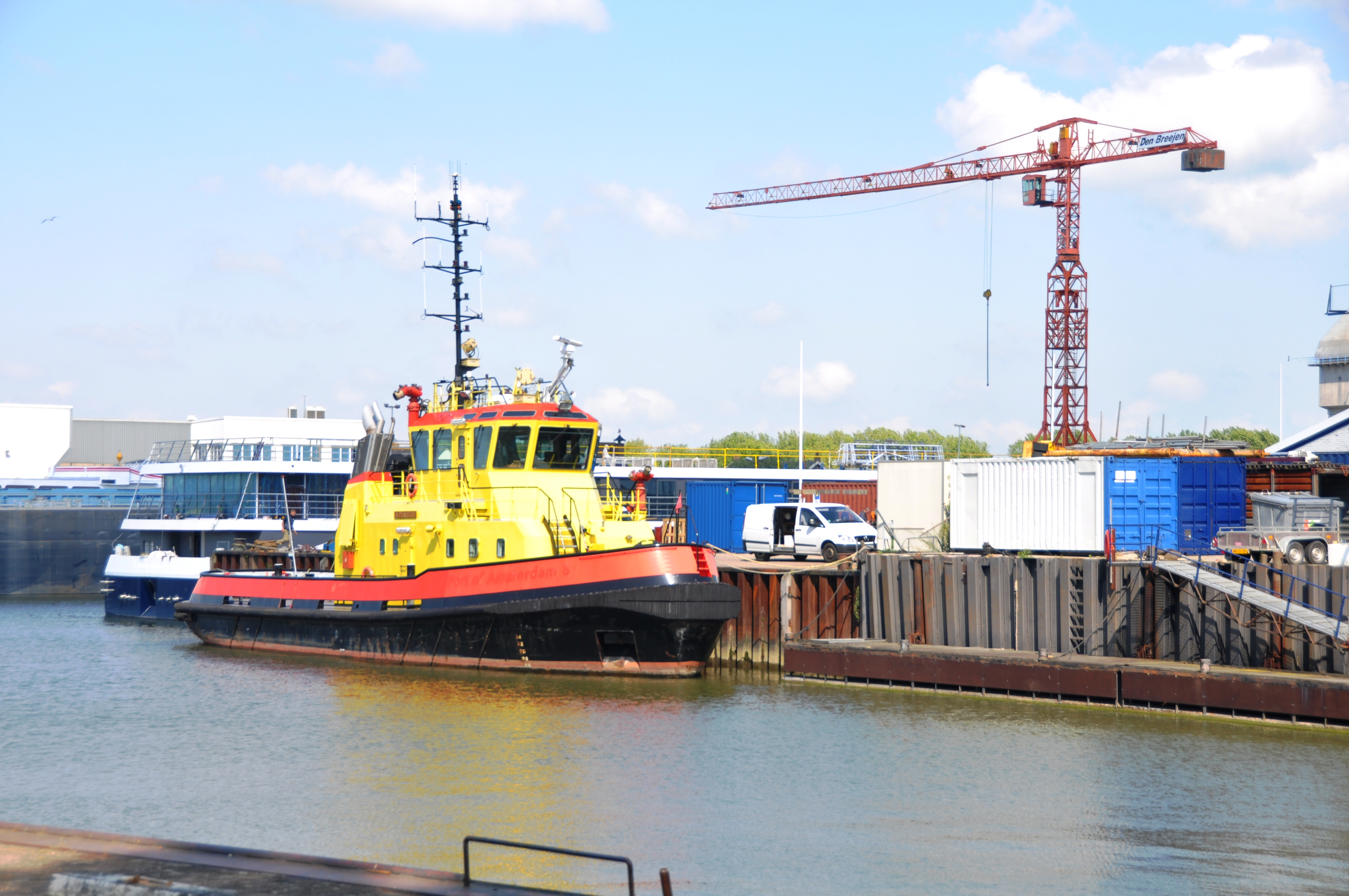
De Hephaistos

In de grotere havens zoals Rotterdam en Amsterdam zijn continu vaartuigen van de havendienst actief. Deze vaartuigen, zoals de Rotterdamse RPA12, beschikken vaak over een blusinstallatie. De RPA12 geeft in september vaak demonstraties tijdens de Wereldhavendagen.
In Amsterdam heeft de brandweer samen met het havenbedrijf de Hephaistos en de Poseidon in dienst.

De schepen zijn vaak ook uitgerust voor het indammen of bestrijden van verontreinigingen in/op het water.